# Der dritte Schimpanse

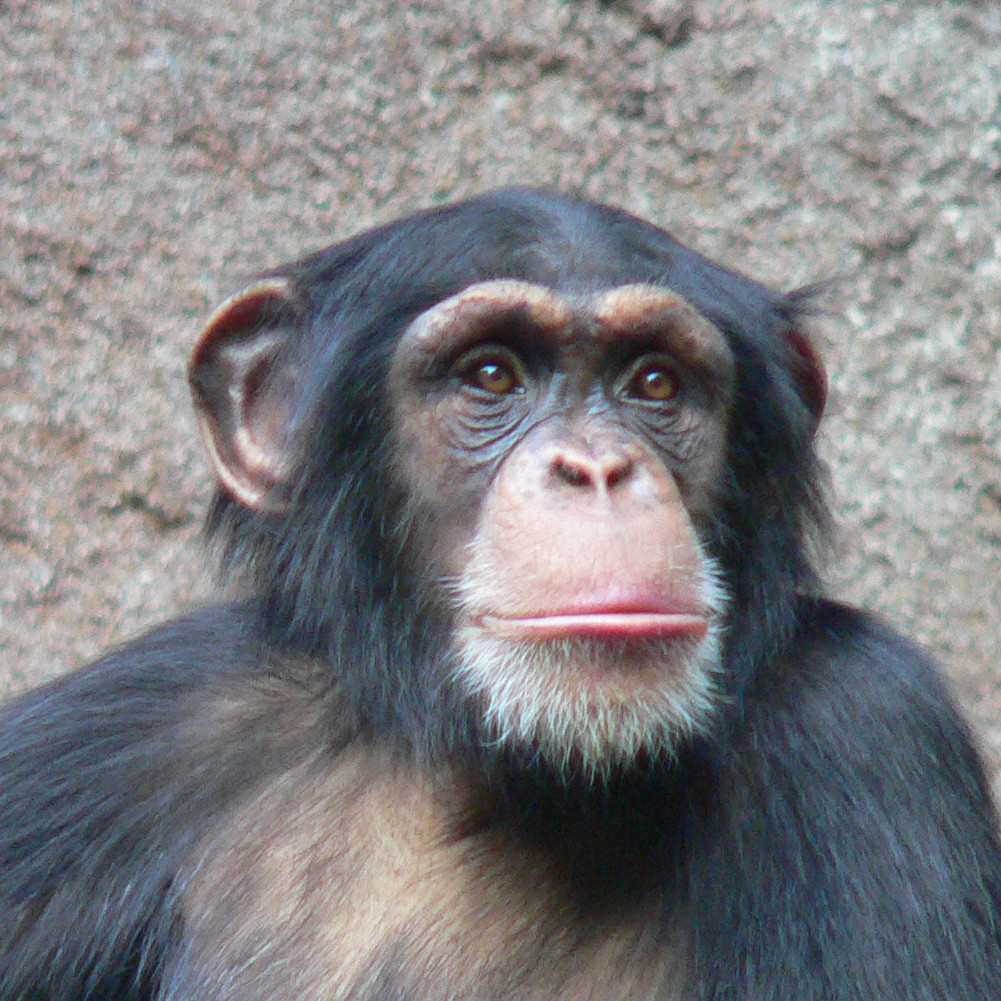
Gemeiner Schimpanse

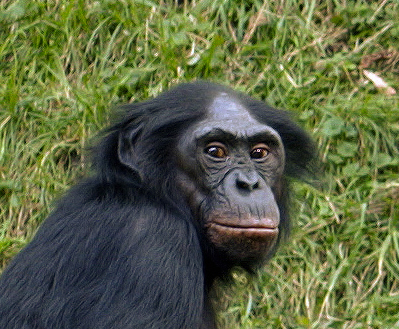
Bonobo (Zwergschimpanse)

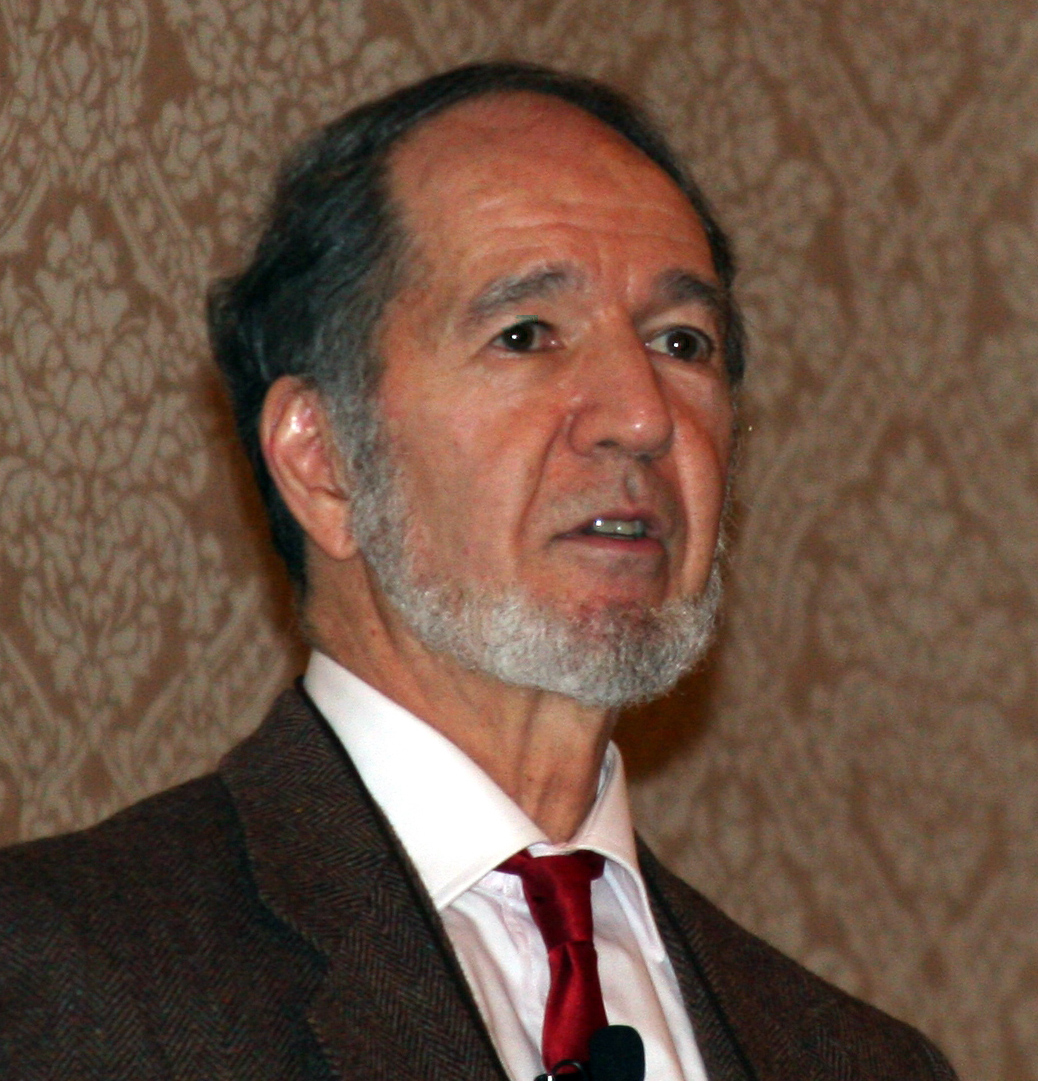
Jared Diamond

Der dritte Schimpanse: Evolution und Zukunft des Menschen ist ein Sachbuch von Jared Diamond, das 1991 zunächst in englischer Sprache erschien (Originaltitel: The Rise and Fall of the Third Chimpanzee: How Our Animal Heritage Affects the Way We Live). In seinem ersten populärwissenschaftlichen Buch stellt Diamond vor allem aus evolutionsbiologischer Sicht die Besonderheiten des Menschen im Vergleich zu dessen nächsten Verwandten heraus – den Menschenaffen und besonders den Schimpansen. Der Titel des Buches soll verdeutlichen, dass der Mensch als dritte Art neben dem Gemeinen Schimpansen und dem Bonobo in die Gattung der Schimpansen eingeordnet werden müsste, wenn der geringe genetische Abstand als entscheidendes Kriterium betrachtet würde.
Laut Diamond zählen zu den entscheidenden Besonderheiten des Menschen gegenüber Schimpansen der Lebenszyklus, das Sexualverhalten, die Sprache, die Kunst, die Landwirtschaft, der Drogenkonsum, der Völkermord und die Umweltzerstörung. Diamond greift auf Erkenntnisse der Evolutionsbiologie, Linguistik, Geschichte, Archäologie und weiterer Disziplinen zurück, um die Frage zu beantworten, wie diese Besonderheiten zu erklären sind. Er analysiert, warum der Mensch sich zur beherrschenden Spezies entwickelt hat und welche Gefahren heute für das Fortbestehen der Menschheit bestehen.
Themen des Buches hat Diamond in drei weiteren Büchern detailliert dargestellt, darunter Arm und Reich, für das er 1998 den Pulitzer-Preis erhielt.

## Inhalt
Das Buch gliedert sich in fünf Teile, in denen unterschiedliche Aspekte der Biologie und des Verhaltens des Menschen behandelt werden. In den ersten drei Teilen werden die Gründe für die Entwicklung des Menschen zur beherrschenden Spezies der Erde erörtert. Im dritten Teil und den beiden letzten Teilen werden die Eigenschaften des Menschen herausgearbeitet, mit denen er seinen Status als beherrschende Spezies der Erde selbst gefährdet.
Im ersten Teil des Buches mit dem Titel „Nur eine Säugetierart wie jede andere“ erörtert Diamond, was den Menschen gegenüber den nahen Verwandten so besonders macht, was also die Ursache des „großen Sprungs nach vorn“ (engl. Great Leap Forward) gewesen sein könnte. Er sieht die Fähigkeit des Menschen zu differenzierten Lautäußerungen und die auf einer Grammatik basierende Sprache als wesentliche Faktoren hierfür an und erläutert dies anhand der Forschungsergebnisse Derek Bickertons, der die von Noam Chomsky entwickelten Vorstellungen von einer Universalgrammatik verfeinert.
Im zweiten Teil wird der Lebenszyklus des Menschen betrachtet und dessen Besonderheiten gegenüber den unserer Art nahe verwandten Arten herausgestellt. Einen Schwerpunkt bildet hier die menschliche Sexualität und deren entwicklungsgeschichtliche Bedeutung. Beispielsweise ist bei Frauen im Gegensatz zu den Schimpansenweibchen die Phase der Empfängnisbereitschaft unsichtbar, und der Geschlechtsakt findet beim Menschen im Normalfall nicht vor den Augen aller statt. Diamond folgert, dass der „verborgene Eisprung“ und der „versteckte Koitus“ die Paarbindung stärken und eine gewisse Konstanz im sozialen Zusammenleben ermöglichen. Diese für das Sozialleben wichtigen Aspekte hält Diamond für die Entwicklung von Sprache und Kultur für ebenso bedeutsam wie die anatomischen Veränderungen.
Nachdem sich die ersten beiden Teile mit den biologischen Grundlagen befasst haben, geht es im dritten Teil um die kulturellen Merkmale, die den Menschen von den Tieren unterscheiden. Hierbei wird zunächst die menschliche Sprache und die Kunst behandelt. Anhand des Vergleiches mit den Laubenvögeln zeigt er, dass „künstlerische Betätigung“ für die sexuelle Selektion von Bedeutung sein kann. Anschließend erläutert Diamond, dass die Entwicklung der Landwirtschaft nicht in jeder Hinsicht einen Fortschritt für die Menschheit darstellte. Dies begründet er beispielsweise mit Befunden der Paläopathologie, die bei Landwirtschaft betreibenden Menschen mehr Krankheiten und Mangelerscheinungen zeigen als bei zur gleichen Zeit lebenden Jägern und Sammlern. Des Weiteren thematisiert er den Drogenkonsum, indem er das Handicap-Prinzip als Erklärungsmodell vorstellt. Dies erläutert Diamond zum Beispiel anhand des in der Tabakwerbung häufig dargestellten sexuell attraktiven rauchenden Cowboys.
Der vierte Teil untersucht, auf welche Weise der Mensch sich über den Globus ausgebreitet hat. Diamond führt Belege an, dass die Ausbreitung des Menschen schon immer – auch in der Vergangenheit – auf Kosten der Natur erfolgte und mit dem Aussterben anderer Tierarten einherging. Zudem verdrängte die Ausbreitung der besonders erfolgreichen Kulturkreise auch die weniger erfolgreichen und richtete sich somit auch gegen die eigene Spezies. Ausführlich widmet er sich in diesem Zusammenhang auch dem Genozid. Es werden auch die Gründe untersucht, warum manche Kulturkreise eine schnellere Entwicklung durchgemacht haben als andere.
Im fünften und letzten Teil geht es darum, ob und auf welche Weise die Menschheit aus der Vergangenheit zu lernen bereit ist, also aus Fehlern früherer Gesellschaften. Dabei führt Diamond an, dass uns bei der Analyse der Vergangenheit häufig eine gewisse Nostalgie beeinträchtigt. So ist es laut Diamond nicht angebracht, die vorindustriellen Gesellschaften – wie beispielsweise die Māori in Neuseeland – als „Naturvölker“ zu bezeichnen.

## Rezeption
Viele der Rezensenten halten Diamond aufgrund seiner interdisziplinären Kenntnisse für besonders geeignet, ein Buch über dieses Thema anzugehen. Einige seiner Thesen werden als gewagt und provokativ empfunden.
In der New York Times erschien im März 1992 eine Kritik des Zoologen und Verhaltensforschers Frans de Waal, der sich speziell mit Schimpansen befasst. De Waal gefällt der Schreibstil des Buches und er hebt die Abhandlungen über die Entwicklung der Sprachvielfalt heraus, bei denen Diamonds Begeisterung für dieses Thema spürbar sei. Auch lobt er die Teile des Buches, die auf Diamonds persönlichen Erfahrungen beruhen – beispielsweise seine Erlebnisse bei Forschungsreisen in Papua-Neuguinea. De Waal findet an Diamonds Buch besonders reizvoll, dass es zwischen den konträren Positionen der Zoologen, die die unbestreitbare Primatenvergangenheit des Menschen betonen, und der Sozialwissenschaftler, die den Menschen noch immer irgendwo zwischen Himmel und Erde ansiedeln, zu vermitteln versucht. Weniger gefällt de Waal, dass bei der Abhandlung des Primatenverhaltens neuere Forschungsergebnisse nicht erwähnt werden, insbesondere Parallelen des Sexualverhaltens von Bonobo und Mensch. Vieles in dem Buch hält de Waal für gewagte Spekulationen, stellt aber klar, dass die umfassende Rekonstruktion der Entwicklungsgeschichte des Menschen ohne solche Spekulation nicht möglich ist.
In seiner Rezension vom März 1995 – nach Erscheinen der deutschen Ausgabe – hält Josef Reichholf die Form des Buches für einzigartig. Er weist darauf hin, dass viele der Antworten Diamonds auf verhaltensbiologische Fragestellungen in medizinischen Lehrbüchern nicht zu finden sind. Reichholf vermutet jedoch, dass dem Buch der Vorwurf gemacht werden könnte, zu biologistisch zu sein. Eine mögliche Begründung für diesen potentiellen Vorwurf sieht er darin, dass die im einführenden Teil dargelegten Grundlagen nicht als Beleg dafür ausreichen könnten, dass alle im Buch dargelegten Eigenheiten des Menschen zwingend aus seiner evolutionsbiologischen Exposition hervorgehen.
Edward O. Wilson prophezeit auf dem Klappentext des Buches, dass Der dritte Schimpanse Bestand haben wird („the third chimpanzee will endure“). Diese doppeldeutige Prognose findet zumindest eine gewisse Bestätigung, da das Buch im Jahr 2005 – nach Erscheinen von Kollaps – neu aufgelegt wurde.

## Auszeichnungen
Der dritte Schimpanse erhielt 1992 den Royal Society Prize for Science Books der Royal Society und im selben Jahr den Los Angeles Times Book Prize.

## Ausgaben
| Jahr | Verlag                     | ISBN               |
| ---- | -------------------------- | ------------------ |
| 1994 | S. Fischer                 | ISBN 3-10-013902-X |
| 1998 | Fischer Taschenbuch Verlag | ISBN 3-596-14092-7 |
| 2005 | Fischer Taschenbuch Verlag | ISBN 3-596-17215-2 |

Die englische Erstausgabe erschien 1991 unter dem Titel The Rise and Fall of the Third Chimpanzee: How Our Animal Heritage Affects the Way We Live bei Hutchinson Radius in London. Bei HarperCollins wurde 1992 unter dem Titel The Third Chimpanzee: The Evolution and Future of the Human Animal eine weitere Ausgabe speziell für den US-amerikanischen Markt aufgelegt. Nach weiteren Taschenbuchausgaben erschien 2006 eine zusätzliche Ausgabe mit aktualisiertem Epilog (ISBN 0-06-084550-3).
Das Buch wurde in mehr als zehn Sprachen übersetzt. Erstmals erschien Der dritte Schimpanse 1994 in deutscher Sprache beim S. Fischer Verlag. Im Jahr 1998 wurde eine ungekürzte Taschenbuchausgabe im zu diesem Verlag gehörenden Taschenbuchverlag veröffentlicht. Die um den aktualisierten Epilog erweiterte Ausgabe erschien im Jahr 2005 im selben Verlag. Alle deutschen Ausgaben wurden von Volker Englisch übersetzt. Im Jahr 2009 war, alle deutschsprachigen Ausgaben zusammengenommen, das Buch bereits zum 15. Mal aufgelegt worden. Nach Angaben des Verlages handelt es sich um einen stabilen Longseller.

## Ausarbeitung in weiteren Büchern
Einzelne im „Dritten Schimpansen“ behandelte Themen wurden von Diamond in drei späteren, ebenfalls sehr bekannten Büchern detaillierter ausgearbeitet:
- Warum macht Sex Spaß? (1997) geht dem in der Natur höchst ungewöhnlichen menschlichen Sexualverhalten auf den Grund.
- In seiner bahnbrechenden Untersuchung Arm und Reich (1997) führt Diamond die heutige Dominanz der eurasischen Kulturen auf drastische Unterschiede in der naturräumlichen Ausstattung der Kontinente als Hauptgrund zurück.
- In Kollaps (2005) werden ökologische Schäden untersucht, die von Gesellschaften früherer Zeiten und vom Menschen heute angerichtet werden.